# Trandared

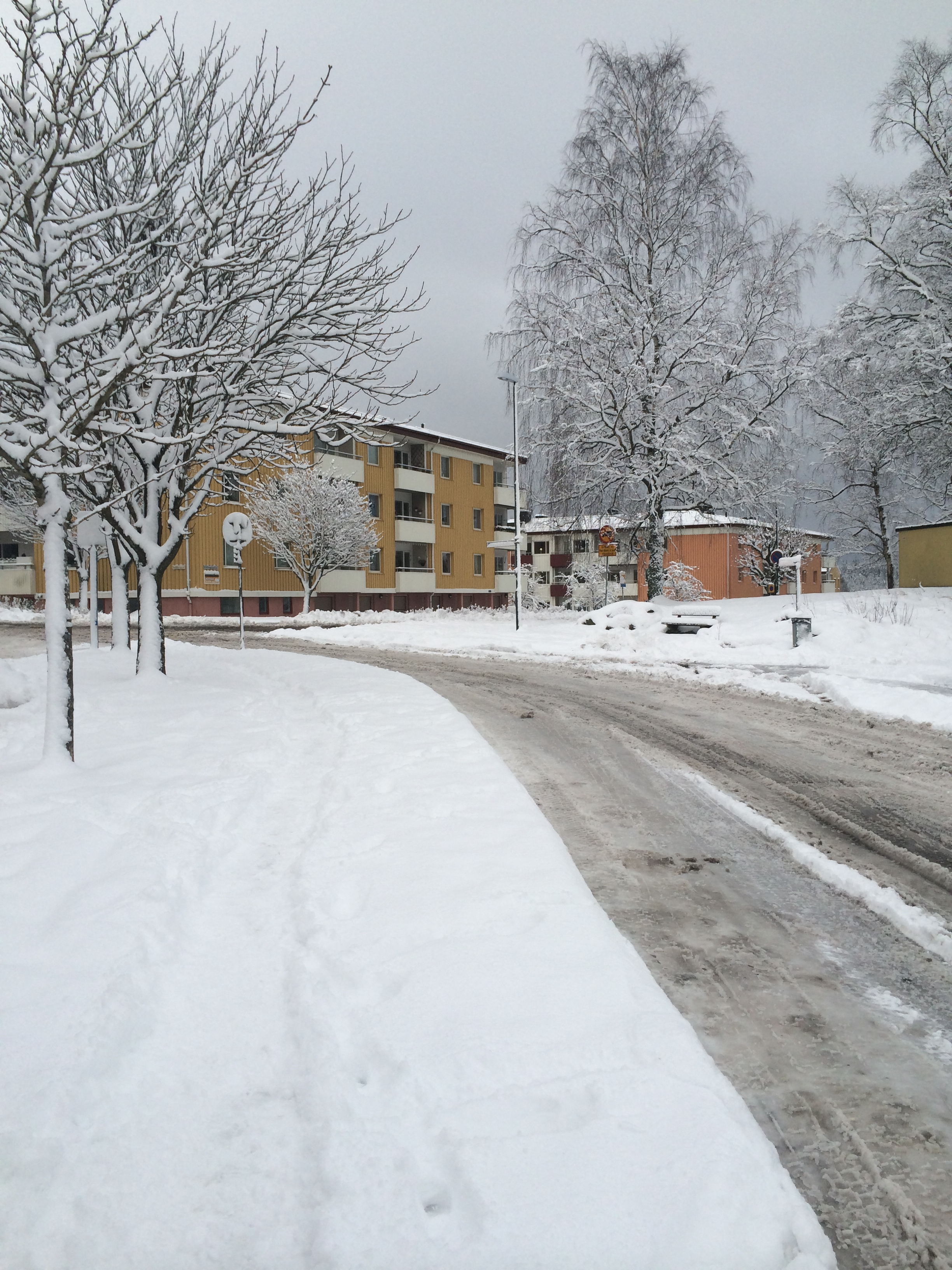
Östergårdsplan på Trandared i vinterskrud 2015.

Trandared är en stadsdel i östra Borås. Området växte fram som mest på 1940- och 1950-talen och domineras av flerfamiljshus i 3-4 våningsplan. 
Från mitten av 1990-talet och fram till årsskiftet 2010/11 existerade även en kommundel med namnet Trandared. Efter en omorganisation i kommunen ingår Trandared numera i stället i Stadsdelsförvaltning Öster.
På Trandared finns en F-6-skola, också den byggd på 1950-talet, som fått ta emot ett arkitekturpris för "god byggnadskonst". Däremot har stadsdelen alltid saknat högstadium, barnen på Trandared börjar vanligtvis på Daltorpskolan när de börjar högstadiet. Flera förskolor finns också i området- exempelvis den nybyggda Kransmossens förskola, liksom bibliotek, vårdcentral, livsmedelsbutik, bageri, blomsteraffärer och pizzerior. 
I utkanten av Trandared ligger friluftsområdet Kransmossen. Här finns flera fotbollsplaner, varav två med konstgräs, och Mariedals IK har sin klubbstuga på området. Från Kransmossen utgår också flera vandringsleder och elljusslingor. Flera av sträckorna är asfalterade och därmed tillgängliga för exempelvis permobiler och rullskidåkare. Vintertid dras skidspår upp på vissa av sträckorna. På Kransmossen finns också hinderbana, utegym, fotbollsminigolf, boulebana och bastu. När O-Ringen avgjordes i Borås 2015 hölls en av dagsetapperna i skogarna vid Kransmossen.